# モンバジーリオ
モンバジーリオ（伊: Mombasiglio）は、イタリア共和国ピエモンテ州クーネオ県にある、人口約600人の基礎自治体（コムーネ）。

## 地理

### 位置・広がり

#### 隣接コムーネ
隣接するコムーネは以下の通り。
- チェーヴァ
- レゼーニョ
- モナステローロ・カゾット
- サン・ミケーレ・モンドヴィ
- スカニェッロ

#### 地震分類
イタリアの地震リスク階級 (it) では、4 に分類される
。